# Coran d'Ali
Le Coran d'Ali est une recension coranique attribuée à Ali. Selon les chiites des premiers siècles, la version coranique d'Ali aurait été plus importante que la recension dite « othmannienne », qui aurait fait l'objet d'une falsification en vue de supprimer les références à Mahomet et à sa famille afin d'asseoir le pouvoir du califat omeyyade. Cette idée de falsification politique, très présente dans le monde chiite, se retrouve dans certains écrits sunnites critiquant la canonisation d'un Coran unique sous le califat d'Othman. Reculant après la prise de pouvoir des bouyides au Xe siècle, de retour aux XVIIe et XVIIIe siècles, cette thèse a évolué au cours de l'histoire de l'islam.
Des écrits chiites présentent des exemples de versets modifiés mais ces modifications ont une historicité complexe à établir.

## Une période complexe
La période de mise en place du Coran est, d'après des sources musulmanes, une période de grandes violences et de guerres civiles. Selon Amir-Moezzi, les sources religieuses sunnites ont eu tendance à cacher et atténuer cette violence afin de légitimer l'arrivée au pouvoir d'Abu Bakr. Dans le chiisme, les sources présentent Ali comme le successeur légitimement désigné par Mahomet selon un schéma classique de successions des prophètes bibliques. Pour Madelung, l'étude des textes sunnites permettrait à eux seuls de prouver le coup d'état illégitime d'Abu Bakr au détriment d'Ali. Des références voire une défense de la famille de Mahomet sont présentes dans de nombreux écrits sunnites des premiers siècles.

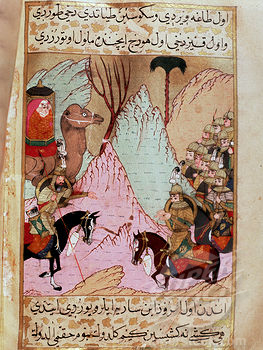
Bataille du Chameau, première grande guerre civile entre musulmans à la suite de l'assassinat du calife Othmân ibn Affân. Cette guerre intestine est également appelée la Première Fitna.

Selon Amir-Moezzi, le sunnisme a essayé a posteriori d'occulter les polémiques sur le texte coranique des débuts. Une étude historique ne se basant que sur les écrits sunnites ne correspond pas aux critères d'une recherche scientifique. En effet, la recherche coranologique a montré un processus de rédaction du Coran plus long et plus complexe que ce que rapportent les traditions sunnites. Bien que teintées d'idéologie (comme les premiers écrits sunnites), les sources chiites concordent davantage avec la recherche historico-critique. Moins connus que les sources sunnites, ces textes ont fait l'objet de moins d'études dans le monde de la recherche. Pour Amir Moezzi, le point de vue des vaincus converge avec les données historiques connues et transparaît dans certains écrits sunnites « malgré la censure ». Pour Amir Moezzi, « cette théorie de la falsification du Coran est appuyée par un grand nombre d'orientalistes qui, se servant de sources sunnites comme chiites, ont montré que pendant les trois ou quatre premiers siècles de l'islam, plusieurs Corans, de forme et de contenu différents, ont circulé sur les terres musulmanes ». Pour l'auteur, « le Coran officiel mis a posteriori sous le patronage de `Utman, a en fait été établi plus tard, probablement sous le califat de l'omeyyade 'Abd al-Malik (685-705) ». À suivre ces données, « afin de justifier ces exactions, le pouvoir califal […] altéra tout d'abord le texte coranique et forgea tout un corpus de traditions faussement attribuées au Prophète […] ». « Selon la vision historique du shi'isme, « l'islam » majoritaire officiel, la religion du pouvoir et ses institutions, ont été élaborés par les ennemis de Muhammad […] ».
Face au message apocalyptique incompatible avec un pouvoir installé, les Omeyyades ont réagi en réinterprétant la tradition et en infléchissant les textes en vue d'une mise en place de la mémoire collective. Cette réécriture a pu même commencer plus tôt. Celle-ci a permis la mise en avant de la figure du calife, au détriment du prophète de l’islam et de sa famille. La malédiction d’Ali depuis la chaire des mosquées devient alors systématique. Cette évolution inclut la mise en place de corpus de textes conformes à la nouvelle mémoire (Coran, hadith) et leur diffusion. ‘Abd al-Malik est un des jalons majeurs de la naissance de l’islam comme religion impériale. Mahomet est « démessianisé » et son enseignement arabisé. C'est pour réduire les accusations de falsification que le traditions sunnites ont fait remonter la mise par écrit du Coran à Abou Bakr. 

## L'accusation de falsification du Coran
Pour certains auteurs musulmans des premiers siècles de l'islam, principalement alides, le Coran a été falsifié (tahrif) par le pouvoir des premiers califes. Si de nombreux musulmans des premiers temps rejetaient la vulgate othmanienne, les alides imamites ont été les plus explicites. Pour les alides, ce Coran non falsifié contient des références claires à Ali ainsi que des noms d'adversaires de Mahomet. Selon les alides (qui deviendront des chiites), cette falsification explique la faible présence de Mahomet comme personnage dans le Coran. La croyance chiite dans un Coran complet sauvegardé par Ali et rapporté à la fin des temps est majoritaire jusqu'au Xe siècle, date à laquelle les chiites ont « été contraints » d'adopter la version officielle sunnite pour des raisons aussi bien doctrinales, politiques (prise du pouvoir par des chiites) qu'historiques (« établissement définitif des dogmes et de l'orthodoxie islamiques » qui ne peuvent plus être remis en cause). « Il y a toujours eu dans le chiisme un courant minoritaire, presque « souterrain » qui va soutenir cette thèse de la falsification, et ce jusqu'à nos jours. ». Ainsi, tout au long de l'histoire du chiisme, certains auteurs défendront cette thèse. D’après les traditions chiites, le Coran complet sera rapporté par l’imam caché à la Fin des Temps et les chiites récitent le Coran d'Uthman en attendant son retour. Cette thèse connait un renouveau aux XVIIe et XVIIIe siècles.
Toujours selon lui, le codex de Sanaa, au-delà des changements orthographiques et lexicographiques, possède des variations dans l'ordre des sourates ou la découpe des versets qui rapproche davantage ce manuscrit des recensions alides (futurs chiites) que de la vulgate othmanienne. Les parties les plus altérées du Coran, pour les chiites, sont celles qui touchent à la famille directe de Mahomet, qui selon certains hadiths, sont avec le Coran, ce que Mahomet a appelé les « objets précieux ». En effet, les penseurs chiites ont trouvé que le fait que Mahomet ne soit cité que quatre fois dans le Coran est incohérent avec le fait que les "histoires des prophètes" tiennent une place très importante dans le Coran et que ceux-ci y sont présentés avec leur famille et ennemis. Pour Mahomet, sa famille n'est pas nommée, ni ses ennemis excepté deux personnages tellement énigmatiques que se pose la question de leur historicité (Abu Lahab et Zayb). Certaines traditions sunnites laissent aussi entendre l'existence de révélations perdues.
La disparition des noms et donc du contexte des écrits coraniques rend celui-ci muet, silencieux et, pour le chiisme, seul l'imam peut le rendre parlant. Cette doctrine mène vers une approche plus secrète de la lecture coranique dans le chiisme. Dès le Ier siècle de l'Hégire, de nombreux livres d'explication du Coran sont ainsi écrits. Ces ouvrages contiennent souvent des extraits du Coran d'Ali, absents du Coran uthmanien. Ceux-ci sont caractérisés par la présence de nombreux noms de personnages. Des auteurs sunnites critiquèrent l'authenticité de la version uthmanienne. C'est notamment le cas des sourates 1, 12 et 114. « Il est significatif de constater qu'un certain nombre de données reconnues comme étant typiquement chi'ites […] ont été pourtant transmises par de prestigieux auteurs sunnites : […] répression et massacre des membres éminents de la Famille prophétique par le pouvoir califal, etc. ». Ces critiques sont encore plus présentes dans le monde chiite. Pour eux, la version originale complète du Coran a été falsifiée et réduite. La falsification du Coran est considérée par le sunnisme "comme la plus hérétique et la plus scandaleuse des croyances šīites " et est devenu un sujet de discorde important entre sunnites et chiites au XXe siècle. Pour Nùrì, seules 17 sourates du Coran ne sont pas touchées par les falsifications.
Contrairement au récit traditionnel, le Coran dit "d'Othman" mit plusieurs siècles pour être accepté par tous, en particulier par les opposants au pouvoir califal omeyyade. C'est le cas des alides qui deviendront les chiites. La recherche atteste de l'usage de recensions coraniques différentes, au moins, jusqu'au Xe siècle. Jusqu'au Xe siècle, de nombreux auteurs et courants différents défendent la thèse d'une falsification du Coran, tant chez les chiites, les mutazilites ou chez des compagnons de Mahomet. Le chiisme est pourtant le courant qui disposera du plus de données sur cette question. La question de l'authenticité du Coran sera débattue dans l'islam pendant les trois à quatre premiers siècles de l'islam et la thèse de la falsification semble largement partagée jusqu'à l'époque des bouyides. Abū Ḥātim al-Rāzī, un auteur ismaélien, considère que la multiplication des recensions trouvait un parallèle dans celle des évangiles sous-entendant que la falsification concerne la lettre et non le sens véritable du Coran. Pour Amir-Moezzi, ces évolutions doctrinales illustrent "le passage du statut d’une minorité vaincue politiquement, assumant pleinement ses spécificités religieuses, voire ses oppositions avec la majorité, comme un signe d’élection spirituelle vers le statut d’une minorité détentrice de pouvoir et cherchant à faire passer au second plan ses caractéristiques doctrinales afin d’éviter les conflits ouverts avec la majorité qu’elle gouverne".

## Des citations du Coran d'Ali
Pour les chiites, le texte original aurait été conservé par Ali et ne serait révélé qu'à la fin des temps. Néanmoins, de nombreux ouvrages présentent des citations du Coran d'Ali, absentes du Coran officiel. Ces données chiites sur la falsification du Coran se trouvent, en particulier, dans le corpus des hadiths. Devant la gravité des accusations, ceux-ci demandent aux disciples de conserver le secret. Pour les chiites, le Coran original, conservé par Ali, était trois fois plus imposant que le Coran officiel. Ces passage censurés contenaient des références à Ali et à sa famille et des critiques des Quraysh. Deux sourates entières sont même concernées, la « sourate des deux lumières » et la Sùrat al-wilàya. 
Ainsi, les hadiths chiites rapportent ces versions différentes :
- Q2.59 : "Alors ceux qui étaient injustes  à l'égard des droits des descendants de Muhammad substituèrent une autre parole à la Parole qui leur avait été dite. Ainsi, nous avons fait tomber du ciel une colère sur ceux qui étaient injustes à l'égard des droits des descendants de Muhammad en réponse de leur perversité."
- Q2.90 : "Combien est mauvais ce contre quoi ils ont vendu leurs âmes, en ne croyant pas à ce que Dieu a révélé au sujet de Ali en se révoltant"
- Q18:29 : "Que celui qui le veut croit et celui qui ne veut pas reste incrédule ; pour les injustes  à l'égard des descendants de Muhammad, Nous avons préparé un Feu..."

Il existe des centaines de versets du Coran d'Uthman ainsi corrigés par la tradition chiite. Al-Sayyari, au IXe siècle, en signale 300. Ainsi, il est possible de conclure que pendant plusieurs siècles, les chiites possédaient un autre texte coranique malgré son officialisation sous le califat d'Abd al-Malik. Pour Amir-Moezzi, vu le contexte d'officialisation du Coran par le pouvoir califal, en particulier par des personnes connues pour leur opposition au chiisme, la thèse de la falsification du Coran "gagne en plausibilité". En effet, le rôle du contexte politique dans la rédaction du Coran, la proximité des scribes avec le pouvoir sont aujourd'hui bien attestés. En raison de la faiblesse des sources et du caractère auto-référentiel des écrits chiites, il est difficile d'établir l'historicité de ces versets.